# Golden League 2002
La Golden League 2002 s'est déroulée sur sept meetings. 

## Déroulement
Pour remporter le million de dollars en lingots qui constitue la prime, les athlètes doivent remporter l'ensemble des sept épreuves. Les vainqueurs doivent également participer à la finale IAAF se déroulant à Paris.
Douze épreuves figurent au programme de cette Golden League : six chez les hommes et six chez les femmes.

## Résultats
Le Marocain Hicham El Guerrouj, le Dominicain Felix Sánchez, l'Américaine Marion Jones et la Mexicaine Ana Guevara se partagent le million de dollars de prix.
|                   | Bislett Games 28 juin                | Meeting Gaz de France 5 juillet      | Golden Gala 12 juillet               | Meeting Herculis 19 juillet          | Weltklasse Zürich 16 août            | Mémorial Van Damme 30 août           | ISTAF 6 septembre                    |
| ----------------- | ------------------------------------ | ------------------------------------ | ------------------------------------ | ------------------------------------ | ------------------------------------ | ------------------------------------ | ------------------------------------ |
| Hommes            |                                      |                                      |                                      |                                      |                                      |                                      |                                      |
| 100 m             | Dwain Chambers Royaume-Uni           | Maurice Greene États-Unis            | Maurice Greene États-Unis            | Maurice Greene États-Unis            | Tim Montgomery États-Unis            | Tim Montgomery États-Unis            | Dwain Chambers Royaume-Uni           |
| 1 500 m Mile      | Hicham El Guerrouj Maroc             | Hicham El Guerrouj Maroc             | Hicham El Guerrouj Maroc             | Hicham El Guerrouj Maroc             | Hicham El Guerrouj Maroc             | Hicham El Guerrouj Maroc             | Hicham El Guerrouj Maroc             |
| 3 000 m 5 000 m   | Benjamin Limo Kenya                  | Benjamin Limo Kenya                  | Salah Hissou Maroc                   | Benjamin Limo Kenya                  | Sammy Kipketer Kenya                 | Abderrahim Goumri Maroc              | Luke Kipkosgei Kenya                 |
| 400 m haies       | Felix Sánchez République dominicaine | Felix Sánchez République dominicaine | Felix Sánchez République dominicaine | Felix Sánchez République dominicaine | Felix Sánchez République dominicaine | Felix Sánchez République dominicaine | Felix Sánchez République dominicaine |
| saut à la perche  | Tim Mack États-Unis                  | Romain Mesnil France                 | Tim Lobinger Allemagne               | Jeff Hartwig États-Unis              | Lars Börgeling Allemagne             | Alexander Averbukh Israël            | Alexander Averbukh Israël            |
| Triple saut       | Jonathan Edwards Royaume-Uni         | Jonathan Edwards Royaume-Uni         | Walter Davis États-Unis              | Christian Olsson Suède               | Jonathan Edwards Royaume-Uni         | Walter Davis États-Unis              | Christian Olsson Suède               |
| Femmes            |                                      |                                      |                                      |                                      |                                      |                                      |                                      |
| 100 m             | Marion Jones États-Unis              | Marion Jones États-Unis              | Marion Jones États-Unis              | Marion Jones États-Unis              | Marion Jones États-Unis              | Marion Jones États-Unis              | Marion Jones États-Unis              |
| 400 m             | Ana Guevara Mexique                  | Ana Guevara Mexique                  | Ana Guevara Mexique                  | Ana Guevara Mexique                  | Ana Guevara Mexique                  | Ana Guevara Mexique                  | Ana Guevara Mexique                  |
| 1 500 m           | Maria Cioncan Roumanie               | Nicole Teter États-Unis              | Maria Mutola Mozambique              | Regina Jacobs États-Unis             | Gabriela Szabo Roumanie              | Süreyya Ayhan Turquie                | Süreyya Ayhan Turquie                |
| 3 000 / 5 000 m   | Gabriela Szabo Roumanie              | Gabriela Szabo Roumanie              | Edith Masai Kenya                    | Gabriela Szabo Roumanie              | Berhane Adere Éthiopie               | Berhane Adere Éthiopie               | Berhane Adere Éthiopie               |
| 100 m haies       | Gail Devers États-Unis               | Gail Devers États-Unis               | Gail Devers États-Unis               | Gail Devers États-Unis               | Glory Alozie Espagne                 | Gail Devers États-Unis               | Gail Devers États-Unis               |
| lancer du javelot | Osleidys Menéndez Cuba               | Tatyana Shikolenko Russie            | Osleidys Menéndez Cuba               | Tatyana Shikolenko Russie            | Tatyana Shikolenko Russie            | Nikolett Szabo Hongrie               | Osleidys Menéndez Cuba               |